# 妙德蘭若
妙德蘭若全名財團法人台北市妙德蘭若，位於台灣台北市仰德大道，為主祀釋迦牟尼之佛教廟宇。該建物興建於1964年，今為位於台北士林區之仿古廟宇建築。另外，該廟宇的組織型態為財團法人制，祭典日期則是每年農曆之四月初八。